# Stina Aronsons pris
Stina Aronsons pris – szwedzka nagroda literacka przyznawana przez szwedzkie Towarzystwo Dziewięciu, ufundowane testamentem szwedzkiej pisarki Lotten von Kræmer.

## Nagroda
Nagroda została nazwana na cześć Stiny Aronson, członkini Towarzystwa Dziewięciu w latach 1949–1955.
Nagroda została przyznana po raz pierwszy w 2002 roku i jest przyznawana corocznie.
Wysokość nagrody wynosi od 50 000 do 150 000 koron szwedzkich.

## Laureaci
Od 2002 Towarzystwo Dziewięciu ogłosiło następujących laureatów:
- 2002 – Theodor Kallifatides (50 000 koron szwedzkich)[3]
- 2003 – Stewe Claeson(inne języki) (50 000 koron szwedzkich)[3]
- 2004 – Ulla-Lena Lundberg (50 000 koron szwedzkich)[3]
- 2005 – Nagroda nie została przyznana
- 2006 – Carola Hansson-Boëthius(inne języki) (75 000 koron szwedzkich)[5]
- 2007 – Kjell Johansson(inne języki) (100 000 koron szwedzkich)[6]
- 2008 – Peter Kihlgård(inne języki) (100 000 koron szwedzkich)[3]
- 2009 – Lotta Lotass (100 000 koron szwedzkich)[7]
- 2010 – Elsie Johansson(inne języki) (100 000 koron szwedzkich)[8]
- 2011 – Beate Grimsrud(inne języki) (100 000 koron szwedzkich)[9]
- 2014 – Björn Ranelid(inne języki) (100 000 koron szwedzkich)[10]
- 2015 – Kerstin Strandberg(inne języki) (100 000 koron szwedzkich)[11]
- 2016 – Per Odensten(inne języki) (100 000 koron szwedzkich)[12]
- 2017 – Åke Smedberg (150 000 koron szwedzkich)[13]
- 2018 – Lars Jakobson(inne języki) (150 000 koron szwedzkich)[4]
- 2019 – Monika Fagerholm (150 000 koron szwedzkich)[14]
- 2020 – Anneli Jordahl(inne języki) oraz Karolina Ramqvist(inne języki) (po 150 000 koron szwedzkich)[15]